# Michal Krčmář
Michal Krčmář (Vrchlabí, 23 gennaio 1991) è un biatleta ceco.

## Biografia
Ha esordito in Coppa del Mondo l'11 febbraio 2012 a Kontiolahti (73°), ai Campionati mondiali a Nové Město na Moravě 2013 (6° nella staffetta) e ai Giochi olimpici invernali a Soči 2014 (61° nell'individuale, 11° nella staffetta).
Negli anni successivi ha preso parte ai Mondiali di Kontiolahti 2015 (59° nella sprint, 57° nell'inseguimento, 6° nella staffetta) e di Oslo 2016 (5° nell'individuale, 24° nella sprint, 22° nell'inseguimento, 22° nella partenza in linea, 5° nella staffetta, 6° nella staffetta mista). Il 15 gennaio 2017 a Ruhpolding ha ottenuto il primo podio in Coppa del Mondo (3°). Ai XXIII Giochi olimpici invernali di Pyeongchang 2018 ha vinto la medaglia d'argento nella sprint e si è classificato 30º nell'inseguimento, 7º nell'individuale, 26º nella partenza in linea, 7º nella staffetta e 8º nella staffetta mista; ai Mondiali di Oberhof 2023 si è classificato 14º nella sprint, 19º nell'inseguimento, 27º nella partenza in linea, 8º nell'individuale, 4º nella staffetta, 5º nella staffetta mista e 14º nella staffetta mista individuale, a quelli di Nové Město na Moravě 2024 si è piazzato 19º nella sprint, 18º nell'inseguimento, 26º nell'individuale, 24º nella partenza in linea, 7º nella staffetta e 14º nella staffetta mista e a quelli di Lenzerheide 2025 ha vinto la medaglia d'argento nella staffetta mista ed è stato 23º nella sprint, 23º nell'inseguimento, 8º nell'individuale, 23º nella partenza in linea e 6º nella staffetta.

## Palmarès

### Olimpiadi
- 1 medaglia:
  - 1 argento (sprint a Pyeongchang 2018)

### Mondiali
- 2 medaglie:
  - 1 argento (staffetta mista a Lenzerheide 2025)
  - 1 bronzo (staffetta mista[1] ad Anterselva 2020)

### Mondiali juniores
- 1 medaglia:
  - 1 argento (staffetta a Kontiolahti 2012)

### Coppa del Mondo
- Miglior piazzamento in classifica generale: 13º nel 2023
- 1 podio (individuale):
  - 1 terzo posto